# Nazi Punks Fuck Off
Nazi Punks Fuck Off è un brano musicale del gruppo hardcore punk statunitense Dead Kennedys. La canzone venne pubblicata su singolo nel 1981 dalla Alternative Tentacles con Moral Majority sul lato B, ed inclusa (anche se in versione differente) nell'EP In God We Trust, Inc. dello stesso anno.

## Il brano
Jello Biafra scrisse il brano, il cui titolo in italiano può essere tradotto come "Punk nazisti andate affanculo!", in risposta al fenomeno del "Nazi punk", subcultura particolarmente diffusasi negli USA nel periodo di nascita dell'hardcore punk. Negli Stati Uniti, in particolare nelle zone di New York e Los Angeles, i punk razzisti furono numerosi fino alla fine degli anni ottanta, quando l'ascesa del movimento antirazzista SHARP causò l'estromissione di molti nazi punk dalla scena musicale. 
La copertina originale del 45 giri ha un segnale di divieto con una svastica nel mezzo, e il design divenne successivamente celebre come simbolo del movimento punk contro il razzismo.
Nell'introduzione della versione di Nazi Punks Fuck Off inclusa ne In God We Trust, Inc., Biafra cita polemicamente il tecnico del suono inglese Martin Hannett, già collaboratore di Joy Division e Buzzcocks, accusandolo a denti stretti di aver "sovraprodotto" la registrazione. In realtà, Hannett, non produsse mai un disco dei Dead Kennedys.

## Cover
- I Napalm Death incisero una cover di Nazi Punks Fuck Off per il loro omonimo singolo del 1993;[4] la canzone verrà successivamente inclusa nel loro EP Leaders Not Followers del 1999.
- I Darkest Hour reinterpretarono la canzone nella compilation Kerrang! High Voltage del 2007.